# Nathan Farragut Twining
Nathan Farragut Twining, ameriški general in vojaški pilot, * 11. oktober 1897, Monroe, Wisconsin, † 29. marec 1982, Lackland Air Force Base, Teksas.